# 安托諾夫An-148
安東諾夫An-148型噴氣式客機（烏克蘭語：Антонов Ан-148）是一款由安托諾夫設計局設計的支線客機，從1990年開始設計開發並於2004年12月17日首飛，並於2006年12月取得飛行認證。2009年6月2日進行了首次商業飛行。

## 特點
An-148飛機是上單翼飛機，兩個渦輪風扇噴氣發動機安裝在機翼下方的吊艙內。 這種佈置保護發動機和機翼結構免受外來物損壞。 內置的自動診斷系統，輔助動力裝置和特別的機翼配置使An-148可用於條件較差的機場。 航電設備配備了由俄羅斯Aviapribor製造的五個15 x 20厘米（5.9 x 7.9英寸）液晶顯示面板和一個電傳操縱系統，使An-148飛機能夠在儀表飛行規則下日夜操作，也能滿足高密度航線上的目視飛行。 與波音737類似，主起落架在飛行時旋轉到機腹，部分起落架艙門覆蓋起落架支架，輪胎保持暴露。 內置入口樓梯可以在沒有額外地面設備的情況下登機/下機。 它還配備了马达西奇D-436-148發動機，其燃油效率很高。

## 設計、生產和製造

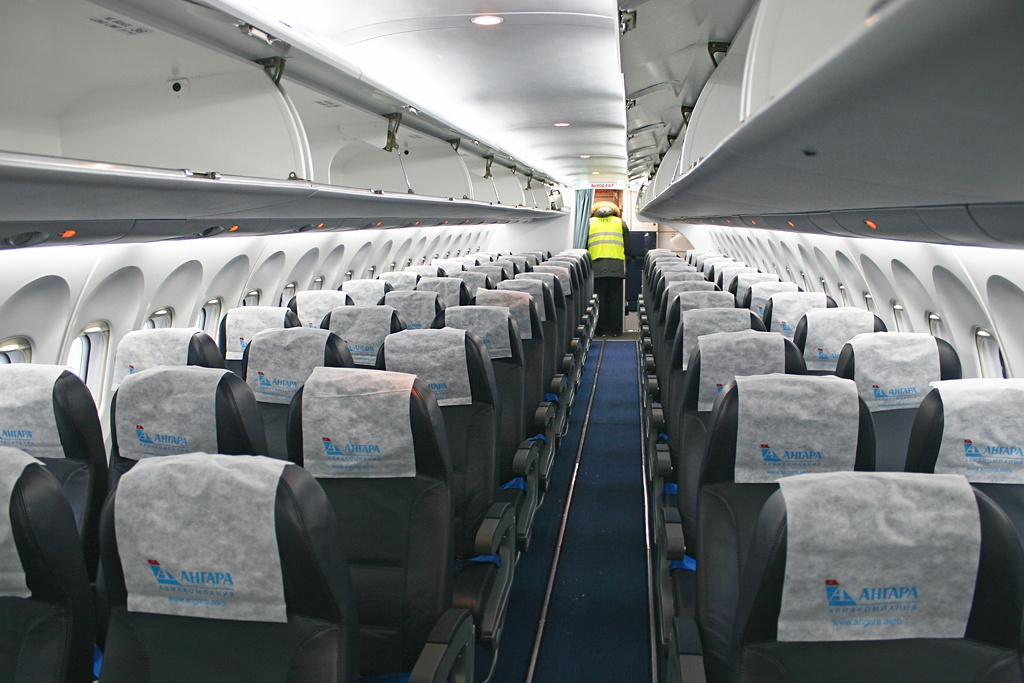
安加拉航空An-148客艙內部

An-148項目的開始可追溯到20世紀90年代初期，當時由Petro Balabuev領導的安托諾夫An-74貨改客工作已經開始。因蘇聯解體而拖延，至2001年，該項目改名為An-148。在An-148上，原An-74機身已經擴展，但事實上，新飛機的機翼設計是從零開始創建的。 開發人員最初使用的是马达西奇D-436-148發動機。 其他有58.86-78.48 kN（6,002-8,003 kgf; 13,230-17,640 lbf）的西方發動機（如通用電氣CF34或罗尔斯·罗伊斯BR700）也在考慮之中。

2002年，AVIANT開始生產前三個原型。  2004年12月17日，第一架原型機完成首飛。 第二個原型機於2005年4月加入了測試。在飛行認證期間，這兩個原型機共進行了約600次飛行。
2007年2月26日，該飛機及其D-436-148發動機和AI-450-МS輔助動力裝置獲得了和烏克蘭國家航空管理局的認證。

An-148由烏克蘭基輔AVIANT工廠（現為安東諾夫系列生產工廠）和俄羅斯沃羅涅日飛機製造協會（VASO）製造。
2009年6月28日，在沃罗涅日的VASO製造的第一批量產的An-148飛向天空。 儘管該項目涉及眾多公司，但至少有70％的飛機硬件是由俄羅斯製造商生產的。An-148的定價約2,400萬至3,000萬美元。 
該項目的主要問題是生產率低迷。 當時獨立的AVIANT工廠最初未能滿足不斷增長的訂單，導致VASO越來越多地參與飛機裝配。  VASO於2017年6月宣布將交付兩架俄羅斯最終組裝的An-148，並且該項目不會進一步發展。An-148共計製造了47架。

到2018年底，安托諾夫An-148飛機在俄羅斯由沃羅涅日飛機製造協會生產，但是由於烏克蘭和俄羅斯之間的政治關係逐漸惡化，俄羅斯的生產已經停止。最後一架俄羅斯製造的An-148於2018年10月完工。

## 型號
- 安-148-100B:基本型
- 安-148-100A: 基本型的短程型
- 安-148-100E/E1：带有附加燃油箱，使航程更长
- 安-148-100E2：公务机配置
- 安-148-C1：小型运输机
- 安-148-C2：带货舱门货机
- 安-148T：可从后舱装货的运输机

## 用戶
An-148启动客户为哈萨克斯坦Scat航空公司（7架，用以取代老龄的An-24）；伊留申财政公司（34架）；俄罗斯国家航空公司（18架）；俄罗斯波莱特航空公司（10架）；北韓高麗航空公司 （2架）；俄罗斯政府官方航空运输公司（6架）；古巴政府（3架）。单机价格2500万美元，项目研制费用为3亿美元。
在2018年2月發生墜機事故之後，俄羅斯的所有An-148和An-158都被俄羅斯交通部停飛。 此外，由於飛機的幾個技術問題，古巴航空於2018年5月停飛了其An-158機隊。

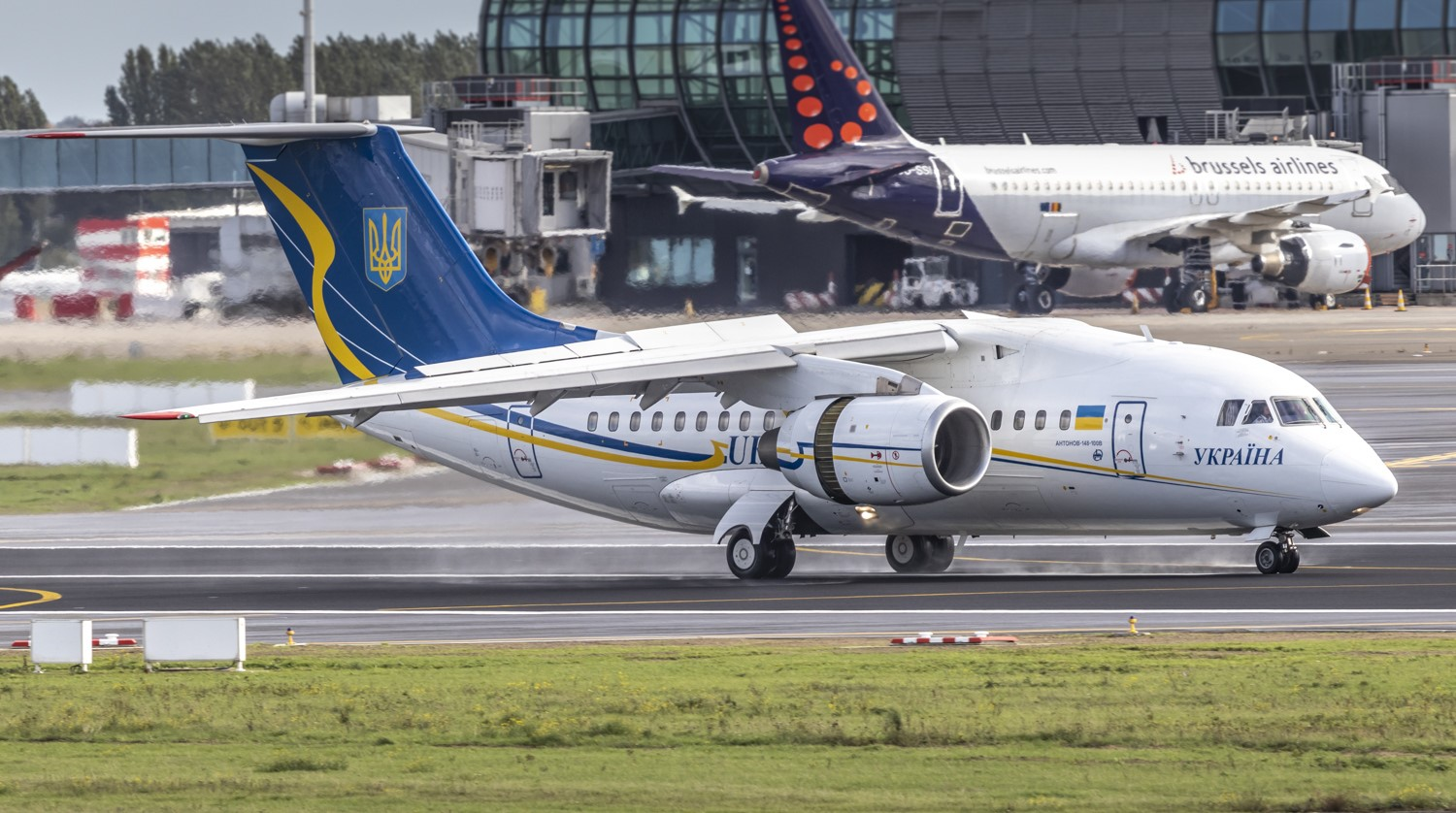
烏克蘭政府的An-148
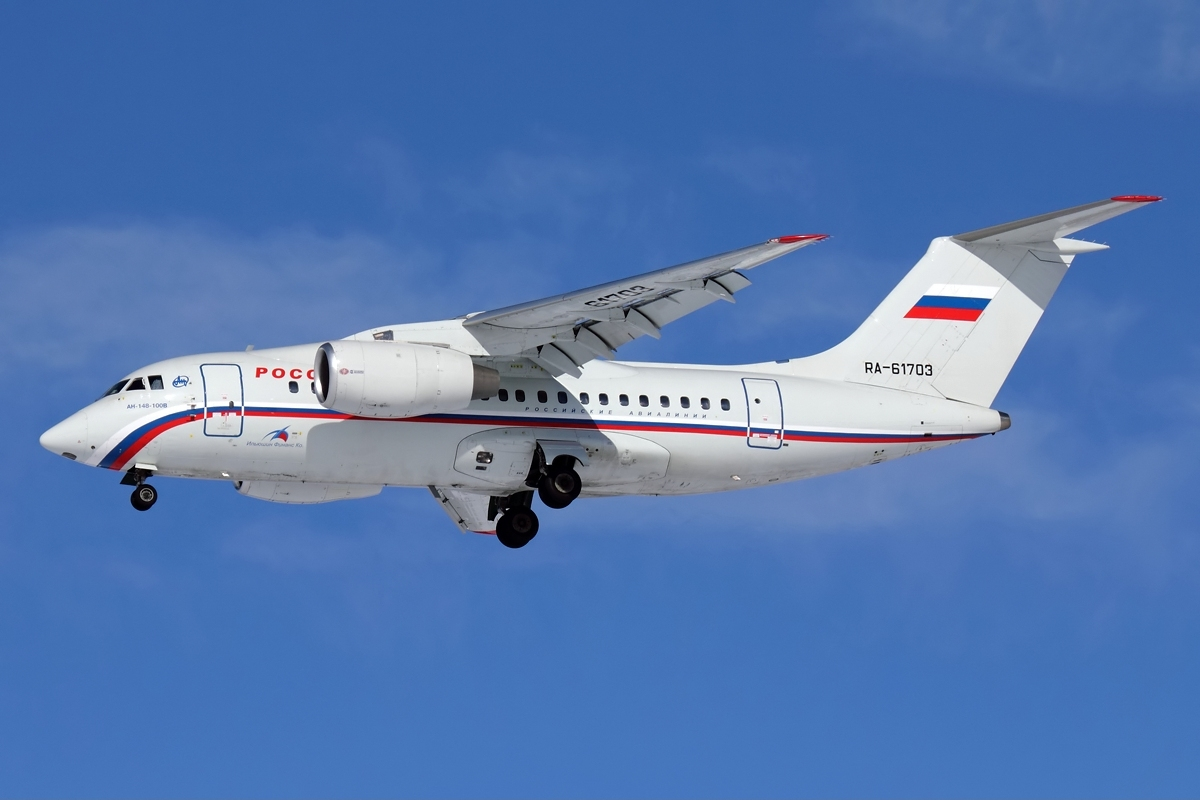
俄羅斯政府的An-148
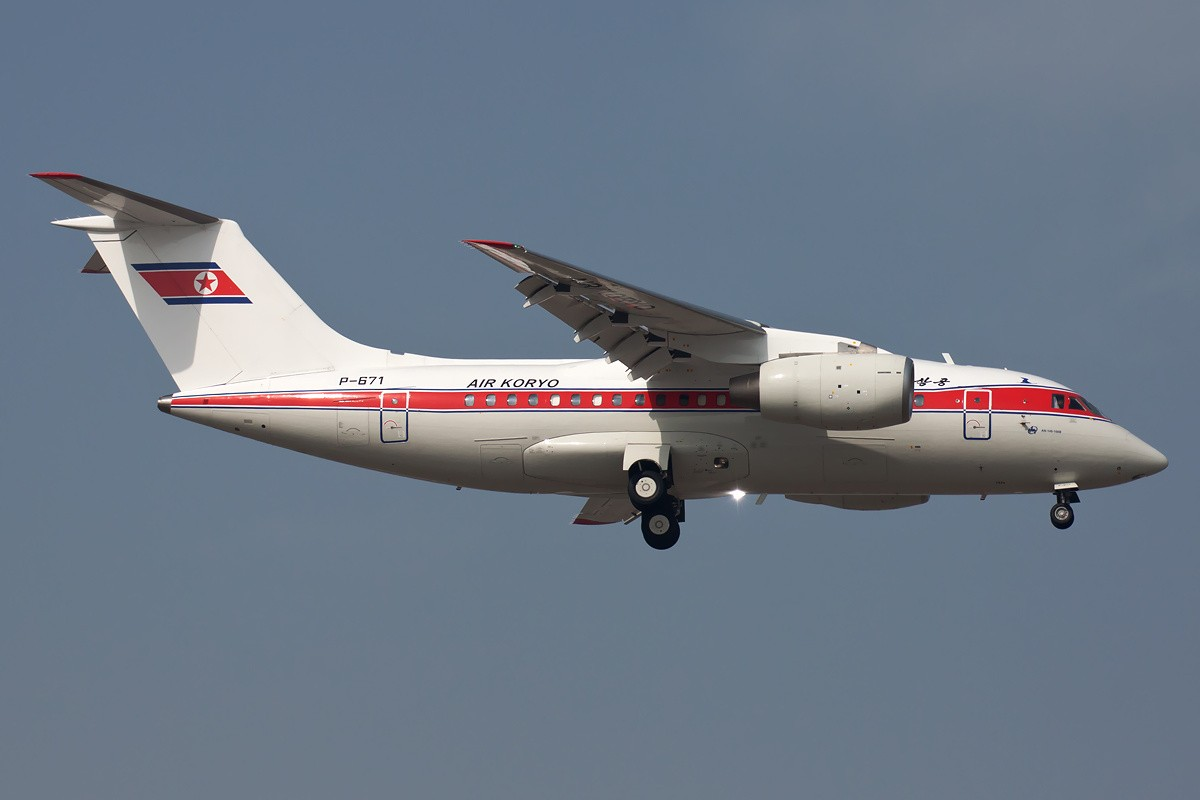
高麗航空的An-148

## 事故
- 2018年，萨拉托夫航空703号班机空难

## 規格（An-148-100A）
- 長度：29.13米
- 翼展：28.91米
- 高度：8.19米
- 載客量：75人
- 最大起飛重量：85,000磅
- 航程：2,100公里
- 巡航速度：820-870公里/時

## 相似機種
- 三菱SpaceJet
- 中国商飞C909
- 龐巴迪CRJ-700系列
- 蘇霍伊超級噴氣機100
- 巴西航空工業E系列
- 波音717
- 福克100